# Chenopodium atripliciforme
Chenopodium atripliciforme är en amarantväxtart som beskrevs av Josef Murr. Chenopodium atripliciforme ingår i släktet ogräsmållor, och familjen amarantväxter. Inga underarter finns listade i Catalogue of Life.